# Bohunice (okres Levice)
Bohunice (Hongaars: Hontbagonya) is een Slowaakse gemeente in de regio Nitra, en maakt deel uit van het district Levice.
Bohunice telt 150 inwoners.